# Bardahl Manufacturing Corporation
Bardahl è un'azienda statunitense operativa nel settore degli additivi chimici per motori e dei lubrificanti, fondata da Ole Bardahl nel 1939 a Seattle.

## Storia
Il primo prodotto messo sul mercato dalla Bardahl nel 1939 fu la Formula Polar Plus, un additivo al sistema di lubrificazione con lo scopo di ridurre l'attrito tra due metalli, al fine di migliorare il funzionamento dei motori anche in assenza di lubrificante. Tale prodotto venne posto sotto segreto militare dal governo degli Stati Uniti, poiché venne impiegato nei caccia, i quali, se colpiti da una raffica di proiettili alla coppa dell'olio, avrebbero comunque avuto la possibilità di effettuare l'atterraggio di emergenza. Nonostante una collaborazione di questo calibro, nei primi anni di vita Bardahl non guadagnò molto: nel primo anno i guadagni ammontarono a 188 $.
Finita la seconda guerra mondiale cessò l'esclusiva militare USA della Formula Polar Plus (il segreto militare permane ancora oggi) ed è da qui che ha inizio l'era d'oro della ditta: il prodotto fu introdotto all'interno di competizioni di interesse internazionale come Formula 1, Indycar, Unlimited Hydroplanes, World Rally Championship, Indianapolis 500 e Parigi-Dakar. A dimostrazione di questa ascesa, nel 1947, il fatturato dell'azienda si aggirò sui 200000 $, e soli 5 anni dopo, nel 1952, Bardahl si classificò come la terza azienda mondiale nel proprio settore. Negli anni seguenti, riuscì a diventare la marca di additivi e lubrificanti principale in America, grazie anche a degli spot televisivi che vinsero il premio per l'originalità e persino quello di miglior spot in campo commerciale, secondo la rivista Billboard nel 1953.
Nel 1957 vi fu la creazione di Miss Bardahl, un idroplano da competizione con numero U-4 (dal 1958 sostituito con U-40), che secondo Ole sarebbe stata un'ottima occasione per pubblicizzare la sua azienda. Miss Bardahl fu protagonista di 27 vittorie, con 5 Gold Cup e  6 campionati nazionali; nel 1965 fu il primo idroplano a toccare le 116 miglia orarie (186 km/h), prima del ritiro nel 1969.
L'azienda rimane a conduzione familiare poiché alla scomparsa del fondatore nel 1989, Bardahl passò in mano alla figlia Evelyn Bardahl McNeill .

## Attività sportiva

### 500 Miglia di Indianapolis
Nel 1955 la Bardahl collaborò con la Scuderia Ferrari per la realizzazione di una monoposto per gareggiare alla 500 Miglia di Indianapolis, denominata Ferrari Bardahl Special. Comprò un telaio Kurtis Kraft nel quale, a Maranello, vennero installati un motore Ferrari e il resto della componentistica; la vettura venne poi sviluppata e completata dalla OSCA. Come Bardahl Ferrari partecipò con due vetture alla 500 Miglia di Indianapolis 1956: oltre alla Ferrari Bardahl Special per l'italiano Nino Farina (numero di gara 9), venne iscritta la Ferrari 375 Indy, usata nel 1952 da Alberto Ascari, per lo statunitense Johnny Baldwin (numero di gara 91). Nino Farina partecipò alle prove ma non fece il suo tentativo di qualificarsi a causa di un temporale che allagò la pista, costringendo gli organizzatori a sospendere e poi annullare la qualifiche della giornata, non facendole più recuperare. Johnny Baldwin non si qualificò. Al Herman si ritirò in gara con una Kurtis Kraft motorizzata Offenhauser iscritta come Bardahl Clancy.